# براد روبنسون
براد روبنسون (بالإنجليزية: Brad Robinson)‏ هو مغني أسترالي، ولد في 1958 في أديلايد في أستراليا، وتوفي في 13 أكتوبر 1996 في ملبورن في أستراليا بسبب لمفوما.

## وصلات خارجية
- براد روبنسون على موقع ميوزك برينز (الإنجليزية)
- براد روبنسون على موقع ديسكوغز (الإنجليزية)